# Kup Hrvatske u vaterpolu za žene 2015.
Hrvatski kup u vaterpolu za žene za sezonu 2015./16. je osvojila Bura Suzuki iz Splita. 

Natjecanje je održano na završnom turniru hrvatskog vaterpolskog kupa u prosincu 2015.

## Sustav natjecanja
Sudjelovale su četiri ekipe, te je natjecanje igrano na završnom turniru.

## Sudionici
- Bura Suzuki, Split
- Mladost, Zagreb
- Primorje EB, Rijeka
- Viktoria, Šibenik

## Rezultati
Igrano na završnom turniru održanom 4. i 5. prosinca 2015. u Zadru.
| klub1         | rez.          | klub2         |
| poluzavršnica | poluzavršnica | poluzavršnica |
| ------------- | ------------- | ------------- |
| Mladost       | 17:6          | Viktoria      |
| Bura Suzuki   | 11:8          | Primorje EB   |
|               |               |               |
| za pobjednika |               |               |
| Mladost       | 7:15          | Bura Suzuki   |

## Najbolji strijelci
- 9 golova
  - Ivana Butić (Bura Suzuki)
- 6 golova
  - Domina Butić (Bura Suzuki)
  - Dina Lordan (Mladost)

## Poveznice
- Prvenstvo Hrvatske u vaterpolu za žene 2016.